# Emilio Óscar Rabasa
Emilio Óscar Rabasa Mishkin (Ciudad de México, 23 de enero de 1925-Ciudad de México, 14 de junio de 2008) fue un político y diplomático mexicano, miembro del Partido Revolucionario Institucional. Fue secretario de Relaciones Exteriores de 1970 a 1975 durante el gobierno de Luis Echeverría Álvarez.

## Biografía
Emilio O. Rabasa, hijo del distinguido internacionalista y diplomático Óscar Rabasa Llanes y Lillian Mishkin, y nieto del gobernador y poeta chiapaneco Emilio Rabasa Estevanell, fue Licenciado y Doctor en Derecho por la Universidad Nacional Autónoma de México, en la que además fue fundador de la Facultad de Ciencias Políticas y Sociales. Como parte de su carrera pública fue director del Banco Cinematográfico y de 1969 a 1970 Embajador de México en Estados Unidos.
El 1 de diciembre de 1970 asumió como titular de la Secretaría de Relaciones Exteriores por nombramiento del presidente Luis Echeverría Álvarez, durante su gestión como canciller la diplomacia mexicana tuvo un gran impulso y protagonismo dado por el presidente Echeverría, principalmente con orientación hacia el tercer mundo. Renunció en 1975 como consecuencia de un escándalo desatado por los intentos de mediación del presidente Luis Echeverría en el conflicto árabe-israelí y el voto de México en contra de Israel en las Naciones Unidas que dio como consecuencia un boicot por parte de judíos estadounidenses contra México.
La Asamblea General de la ONU adoptó, por impulso de los países árabes, y con el apoyo del bloque soviético y del no alineado en 1975, la resolución 3379, de carácter declarativo y no vinculante, que consideraba al sionismo como una forma de racismo y lo hacía equiparable al apartheid sudafricano (72 votos a favor, 35 en contra y 32 abstenciones). La alineación de los países árabes, socialistas y de aquellos pertenecientes al Movimiento de Países No Alineados respondía a la lógica de la confrontación bipolar de la Guerra Fría. Dicho voto en bloque producía una mayoría en la ONU que se organizó para condenar sistemáticamente a Israel en resoluciones como las: 3089, 3210, la 3236, la 32/40, etc.
Por otro lado, la resolución también debe leerse a la luz de las políticas del llamado Tercermundismo promovida por figuras políticas como el presidente mexicano Luis Echeverría. Éste, en un cálculo político, utilizó la Conferencia Mundial del Año Internacional de la Mujer como una plataforma para proyectar su propia figura como miembro destacado del Movimiento de Países No Alineados y buscando la Secretaría General de las Naciones Unidas. Lo anterior produjo un boicot turístico de la comunidad judía estadounidense en contra de México que visibilizó conflictos internos y externos de las políticas de Echeverría.
Rabasa fue sucedido en la Secretaría de Relaciones Exteriores por Alfonso García Robles. Posteriormente, Rabasa fue miembro del grupo mexicano de la Corte Permanente de Arbitraje de La Haya y del Comité Jurídico Interamericano de la Organización de Estados Americanos, y miembro del Instituto de Investigaciones Jurídicas de la UNAM.
Fue consejero del Consejo de Honor de la Academia Mexicana de Derecho Internacional.
Falleció en la Ciudad de México el 14 de junio de 2008. Su hijo, Emilio Rabasa Gamboa, también ha ocupado cargos políticos de importancia.